# Turkisk litteratur

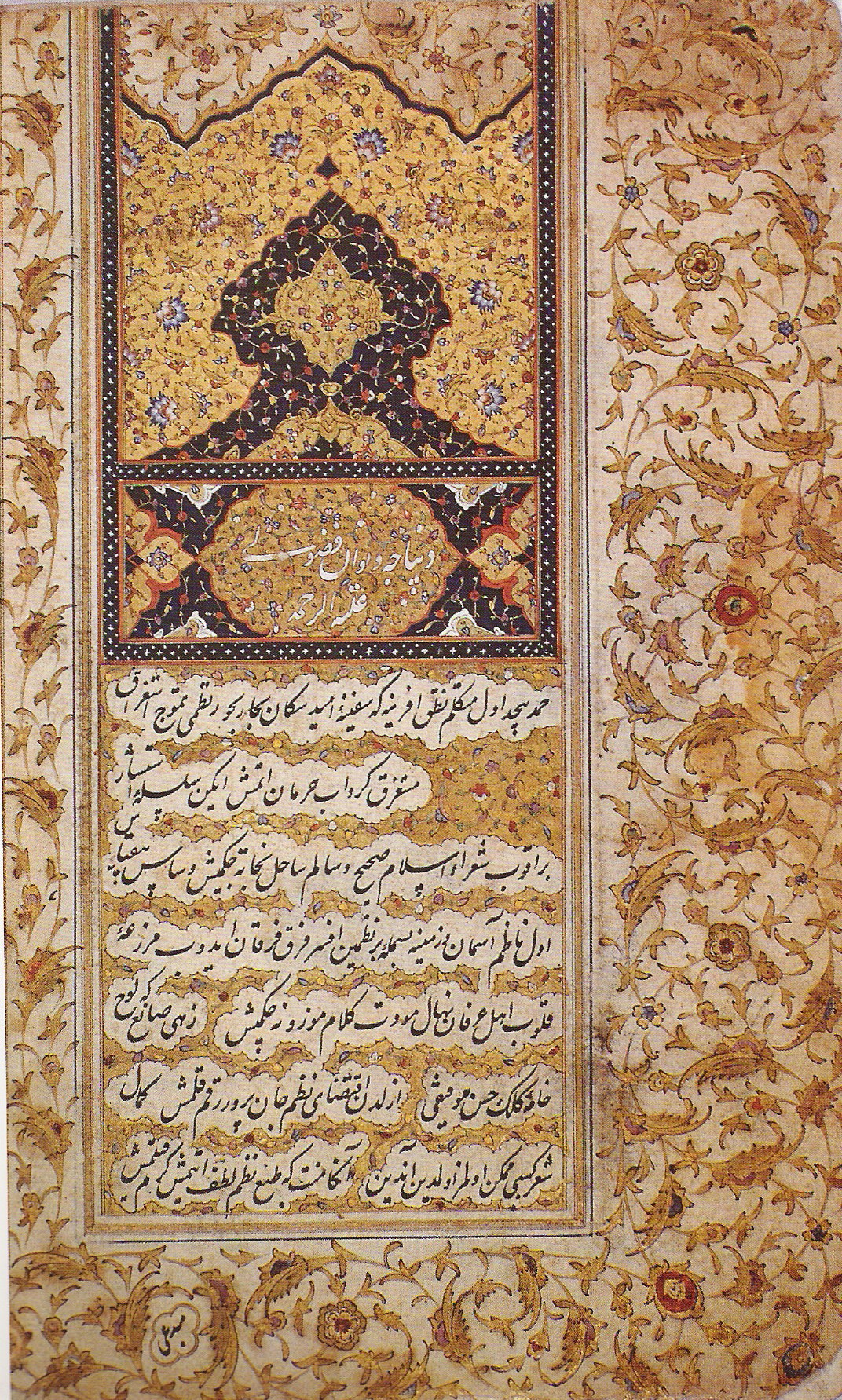
En sida ur Dîvân-ı Fuzûlî, en diktsamling av den turkiske och azerbajdzjanske 1500-talspoeten Fuzûlî.

Turkisk litteratur (turkiska: Türk edebiyatı eller Türk yazını) innehåller både en muntlig tradition och skrivna texter på det turkiska språket. Den kan vara publicerad antingen på osmanska eller på andra mindre exklusivt litterära språkformer; i viss mån ingår även litteratur på azerbajdzjanska. Det osmanska språket, som fungerat som bas för en stor del av den skrivna litteraturen, var i hög grad influerad av persisk och arabisk litteratur. Osmanska språket skrevs med hjälp av det osmanska turkiska alfabetet, en variant av det arabiska alfabetet.

## Historia

### Bakgrund

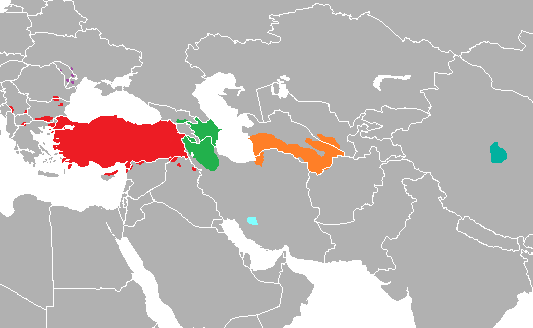
Turkisk litteratur har genom historien skapats på turkiska (röd färg) samt i utökad mening på de nära besläktade azerbajdzjanska (grönt) och turkmenska (orange) språken.

Den turkiska litteraturen, på olika turkiska språk har en nästan 1 300-årig historia. De äldsta bevarade dokumenten på något turkiskt språk är Orchoninskrifterna, funna i Orchonflodens dalgång i norra Mongoliet och daterade till 600-talet. Under perioden från 800- till 1000-talet uppstod en muntlig tradition av episk diktning, inklusive Dede Korkut-boken (satt på pränt på 1300-talet) bland oghuzturkarna (de språkliga och kulturella föregångarna till dagens moderna Turkiet-turkar) och Manaseposet bland kirgizerna.

### Två traditioner
Från och med seldjukernas seger i slaget vid Manzikert år 1071 började oghuzturkar bosätta sig i Anatolien. Därefter uppstod – utöver de tidigare muntliga och centralasiatiskt formade traditionerna – en skriven litteratur som i första hand inspirerades av både stilen och innehållet i de arabiska och persiska litteraturerna. Denna skrivna litteratur författades i stor utsträckning av hovpoeter (divan) och spreds inte alls utan dessa kretsar.
Den turkiska litteraturen etablerades på allvar på 1200-talet i Anatolien, i ett område som då låg under mongolisk dominans. I övriga områden och länder (i Kaukasus, Sydasien och Centralasien) utvecklades inte turkiskan som ett litterärt språk vidare.
Under de kommande 900 åren fortsatte de muntliga (folkliga) och skrivna (hovlitteratur) traditionerna sitt parallella och separata liv. Den skrivna litteraturen utvecklade ett alltmer förfinat bildspråk och utarbetade verstekniker, vilket nådde sin kulmen under 1500-talet via poeterna Bâki och Fuzûlî. Parallellt förvandlades det (litterära) turkiska språket genom alla sina lån från både persiska och arabiska.
Parallellt fördes den folkliga traditionen vidare av trubadurer (inklusive Karacaoğlan) och dervischpoeter. Dessa använde sig av turkiska versmått och ett mer rent turkiskt språk. Vid sidan av impulser från Europa gav detta en grund för 1800-talets förnyelse inom den turkiska litteraturen.

### Traditionerna smälter samman
Först i samband med republiken Turkiets bildande 1923 började dock de båda litterära traditionerna – den muntliga och den skrivna – smälta samman. En genomgripande språkreform 1928, där ett latinskt alfabet infördes och språket rensades från överflödet av lånord, gjorde samtidigt den skrivna litteraturen tillgänglig för bredare folklager,
Under mellankrigstiden präglades litteraturen av patriotism och framstegsinriktning, bland annat genom författare som Halide Edib Adıvar och Yakub Kadri. Andra viktiga namn under perioden var Nazım Hikmet (poesi på fri vers) och Sait Faik Abasıyanık (experiment inom prosan).
1950- och 1960-talet var en tid som dominerades av socialrealism, bland annat hos Orhan Kemal och Kemal Tahir. En hel generation av författare med bakgrund på landsbygden satte sin prägel på kulturlivet och romanproduktionen. Även Yaşar Kemal hämtade sin inspiration från folklore. Som en reaktion mot "bytraditionen" uppträdde samtidigt mer modernistiskt och existentialistisk präglade författare, inklusive Demir Özlü och Ferit Edgü.
Från cirka 1970 ersattes den litterära realism av ett mer utpräglat experimenterande inom både prosa och poesi. Postmodernismen som genre växte sig starkare genom bland andra Oğuz Atay och Orhan Pamuk; den senare fick 2006 motta nobelpriset i litteratur. En slags "magisk realism" etablerades samtidigt via kvinnliga författare som Nazlı Eray och Latife Tekin.

## Viktiga verk (från 1860)
|                      |                      |
| İbrahim Şinasi       | Halide Edip Adıvar   |
|                      |                      |
| Halit Ziya Uşaklıgil | Sabahattin Ali       |
|                      |                      |
| Tarık Buğra          | Oğuz Atay            |
|                      |                      |
| Füruzan              | Halikarnas Balıkçısı |

- 1860 – Şair Evlenmesi (İbrahim Şinasi)
- 1873 – Vatan Yahut Silistre (Namık Kemal)

- 1900 – Aşk-ı Memnu (Halit Ziya Uşaklıgil)
- 1919 – Memleket Hikayeleri (Refik Halit Karay)

- 1922 – Çalıkuşu (Reşat Nuri Güntekin)
- 1930 – Dokuzuncu Hariciye Koğuşu (Peyami Safa)
- 1932 – Yaban (Yakup Kadri Karaosmanoğlu)
- 1936 – Sinekli Bakkal (Halide Edip Adıvar)
- 1938 – Üç İstanbul (Mithat Cemal Kuntay)

- 1941 – Fahim Bey ve Biz (Abdülhak Şinasi Hisar)
- 1943 – Kürk Mantolu Madonna (Sabahattin Ali)
- 1944 – Aganta Burina Burinata (Halikarnas Balıkçısı)
- 1949 – Huzur (Ahmet Hamdi Tanpınar)
- 1952 – Dost ( Vüs'at O. Bener)
- 1954 – Alemdağda Var Bir Yılan (Sait Faik Abasıyanık)
- 1954 – Bereketli Topraklar Üzerinde (Orhan Kemal)
- 1955 – İnce Memet (Yaşar Kemal)
- 1956 – Esir Şehrin İnsanları (Kemal Tahir)
- 1959 – Yılanların Öcü (Fakir Baykurt
- 1959 – Aylak Adam (Yusuf Atılgan)

- 1960 – Ortadirek (Yaşar Kemal)
- 1962 – Saatleri Ayarlama Enstitüsü (Ahmet Hamdi Tanpınar)
- 1964 – Küçük Ağa (Tarık Buğra)
- 1966 – Memleketimden İnsan Manzaraları (Nâzım Hikmet)
- 1971 – Tutunamayanlar (Oğuz Atay)
- 1973 – Parasız Yatılı (Füruzan)
- 1973 – Anayurt Oteli (Yusuf Atılgan)
- 1979 – Bir Düğün Gecesi (Adalet Ağaoğlu)

- 1982 – Cevdet Bey ve Oğulları Orhan Pamuk)
- 1983 – Sevgili Arsız Ölüm (Latife Tekin)
- 1985 – Gece (Bilge Karasu)
- 1990 – Kara Kitap (Orhan Pamuk)
- 1995 – Puslu Kıtalar Atlası (İhsan Oktay Anar)
- 1998 – Benim Adım Kırmızı (Orhan Pamuk)

- 2002 – Tol (Murat Uyurkulak)
- 2005 – Uykuların Doğusu (Hasan Ali Toptaş)